# 네이티브 POSIX 스레드 라이브러리
네이티브 POSIX 스레드 라이브러리(Native POSIX Thread Library, NPTL)는 리눅스 운영 체제를 위한 POSIX 스레드 사양의 구현체이다.

## 역사
리눅스 커널 2.6 버전 이전에는 프로세스가 스케줄링 가능한 엔터티였으며, 스레드를 위한 특별한 기능은 없었다.
그러나 호출 프로세스의 주소 공간을 공유하는 복사본을 생성하는 clone이라는 시스템 호출이 있었다. 리눅스 스레드 프로젝트는 이 시스템 호출을 사용하여 커널 수준 스레드를 제공했다(리눅스의 이전 스레드 구현 대부분은 완전히 사용자 영역에서 작동했다). 불행히도, 신호 처리, 스케줄링, 프로세스 간 동기화 프리미티브 영역에서 POSIX를 부분적으로만 준수했다.
리눅스 스레드를 개선하기 위해서는 일부 커널 지원과 새로운 스레딩 라이브러리가 필요하다는 것이 분명해졌다. 이 요구 사항을 해결하기 위해 두 가지 경쟁 프로젝트가 시작되었다: IBM의 개발자를 포함한 팀이 작업한 NGPT(차세대 POSIX 스레드)와 레드햇의 개발자가 작업한 NPTL이다. NGPT 팀은 NPTL 팀과 긴밀히 협력하여 두 구현의 최상의 기능을 NPTL에 통합했다. NGPT 프로젝트는 2003년 중반에 최상의 기능을 NPTL에 병합한 후 중단되었다.
NPTL은 레드햇 리눅스 9에서 처음 출시되었다. 구식 리눅스 POSIX 스레딩은 시스템에 양보하기를 거부하는 스레드에 문제가 있는 것으로 알려져 있었는데, 이는 당시 윈도우가 더 잘하는 것으로 알려진 선점 기회를 잡지 못했기 때문이다. 레드햇은 자바 웹사이트의 레드햇 리눅스 9의 자바에 대한 기사에서 NPTL이 이 문제를 해결했다고 주장했다.
NPTL은 버전 3부터 레드햇 엔터프라이즈 리눅스의 일부였으며, 리눅스 커널 2.6 버전부터 포함되었다. 현재는 GNU C 라이브러리의 완전히 통합된 부분이다.
NPTL을 위한 추적 도구인 POSIX Thread Trace Tool(PTT)이 존재한다. 그리고 POSIX 표준에 대해 NPTL 라이브러리를 테스트하기 위해 Open POSIX Test Suite(OPTS)가 작성되었다.

## 설계
리눅스 스레드와 마찬가지로 NPTL은 1:1 스레드 라이브러리이다. 라이브러리(pthread_create를 통해)에 의해 생성된 스레드는 커널의 스케줄링 가능한 엔터티(리눅스의 경우 프로세스)와 일대일로 대응한다.:226 이는 세 가지 스레딩 모델(1:1, N:1, 및 M:N) 중 가장 간단한 모델이다.:215–216 새 스레드는 NPTL 라이브러리를 통해 호출되는 clone() 시스템 호출로 생성된다. NPTL은 사용자 공간 잠금을 보다 효율적으로 구현하기 위해 futex에 대한 커널 지원에 의존한다.:182

## 같이 보기
- 리눅스 스레드
- 라이브러리 (컴퓨터 과학)
- 그린 스레드